# Андреев, Константин Ювенальевич
Константин Ювенальевич Андреев (23 февраля 1901 года, дер. Строкино, Рыбинский уезд, Ярославская губерния — 11 сентября 1967 года) — советский военный деятель, полковник (5 ноября 1938 года).

## Начальная биография
Константин Ювенальевич Андреев родился 23 февраля 1901 года в деревне Строкино Рыбинского уезда Ярославской губернии.
С 1915 года работал на Балтийском судостроительном заводе.

## Военная служба

### Гражданская война
В октябре 1917 года вступил в Василеостровский красногвардейский отряд, из которого вышел в январе 1918 года, после чего работал грузчиком в Саванском гребном порту.
В августе 1918 года призван в ряды РККА и направлен в 1-й рабоче-крестьянский полк революционной охраны (3-я Петроградская стрелковая дивизия). В сентябре К. Ю. Андреев зачислен курсантом в учебную пулемётную команду 46-го стрелкового полка 6-й стрелковой дивизии, после окончания которой с декабря того же года принимал участие в боевых действиях против войск под командованием генерала Н. Н. Юденича в районе Ямбурга, Нарвой и Гдовом.
В июле 1919 года с маршевой ротой отправлен в Могилёв в распоряжение командира экспедиционного отряда 16-й армии, в составе которого служил помощником командира взвода и командиром взвода пулемётной команды и с октября принимал участие в боевых действиях против польских войск в районе Борисова и м. Березино, в апреле — июне 1920 года — в подавлении антисоветского восстания на территории Мглинского уезда (Черниговская губерния), а затем в ходе советско-польской войны в составе отряда — в наступательных боях на реке Березина и в районе городов Минск, Барановичи, Слоним, Пружаны, Высоколитовск, Волковыск. Осенью 1920 года отряд влился в состав 8-й стрелковой дивизии.

### Межвоенное время
В мае 1921 года назначен на должность командира учебного взвода в составе 2-го Тульского кавалерийского полка, а в июле 1922 года — на должность командира взвода в составе 40-го кавалерийского полка (7-я Самарская кавалерийская дивизия).
В сентябре 1925 года К. Ю. Андреев направлен на учёбу в Борисоглебско-Ленинградскую кавалерийскую школу, после окончания которой в сентябре 1928 года вернулся в 7-ю Самарскую кавалерийскую дивизию (Белорусский военный округ), в составе которой до января 1935 года служил на должностях командира учебного взвода, командира эскадрона 37-го кавалерийского полка, командира пулемётного эскадрона 38-го кавалерийского полка, командира танкового эскадрона и начальника боепитания, помощника начальника штаба и начальника штаба 7-го механизированного полка.
В 1933 году окончил курсы мотомеханизированных войск в Харькове, а в 1935 году — артиллерийские технические курсы усовершенствования при Школе артиллерийских и оружейных техников в Тамбове.
В январе 1936 года направлен в 27-й механизированный полк (27-я кавалерийская дивизия, Белорусский военный округ), в составе которого служил начальником боепитания, начальником штаба и исполняющим должность командира полка.
В июле 1937 года назначен на должность командира отдельного танкового батальона в составе 81-й стрелковой дивизии, в июле 1938 года — на должность командира 5-го отдельного легкотанкового полка (Киевский военный округ), а в июле 1940 года — на должность командира 49-й легкотанковой бригады.
В ноябре 1940 года полковник К. Ю. Андреев направлен на учёбу на Курсы усовершенствования высшего начальствующего состава при Военной академии имени М. В. Фрунзе, после окончания которых в марте 1941 года назначен на должность командира 3-й танковой дивизии (1-й механизированный корпус, Ленинградский военный округ).

### Великая Отечественная война
С началом войны дивизия под командованием полковника К. Ю. Андреева принимала участие в ходе оборонительных боевых действий в районе г. Остров, в ходе которых попала в окружение, понесла значительные потери в боевой технике, но вышла из него.
В декабре 1941 года назначен на должность командира 225-й стрелковой дивизии, которая с января 1942 года принимала участие в ходе Любанской наступательной операции.
24 мая 1942 года полковник К. Ю. Андреев назначен заместителем командующего по танковым войскам, а в январе 1943 года — командующим бронетанковыми и механизированными войсками 52-й армии (Волховский фронт). С февраля 1943 года исполнял должность командующего бронетанковыми и механизированными войсками 2-й ударной армии, однако в марте вернулся на прежнюю должность в 52-ю армию, после чего принимал участие ходе битвы за Днепр, в Корсунь-Шевченковской, Уманско-Ботошанской, Ясско-Кишинёвской, Сандомирско-Силезской, Нижнесилезской, Берлинской и Пражской наступательных операций.

### Послевоенная карьера
В сентябре 1945 года полковник Константин Ювенальевич Андреев направлен на учёбу на академические курсы усовершенствования офицерского состава при Военной академии бронетанковых и механизированных войск, однако 5 июня 1946 года уволен в отставку по болезни. Умер 11 сентября 1967 года.

## Воинские звания
- Капитан (1936);
- Майор (1938);
- Полковник (5.11.1938).

## Награды
- Орден Ленина (21.02.1945);
- Три ордена Красного Знамени (03.12.1943, 03.11.1944, 06.04.1945);
- Орден Красной Звезды (22.02.1938);
- Орден Отечественной войны I степени (13.09.1944);